# التهاب الحالب
التهاب الحالب (بالإنجليزية: Ureteritis) يشير إلى حالة صحية تتضمن التهاب الحالب.
يعرف شكل واحد باسم «الْتِهابُ الإِحْليلِ التَّكَيُّسِيّ».
وقد لوحظ التهاب الحالب اليُوزِيْنِيّ.
يعتبر التهاب الحالب في كثير من الأحيان جزءا من عدوى المسالك البولية.